# Гао Э (спортсменка)
Га́о Э (кит. упр. 高娥, пиньинь Gāo É, 7 ноября 1962) — китайская спортсменка, стендовый стрелок, призёр олимпийских игр, чемпион мира.
Родилась в 1962 году в Шэньяне провинции Ляонин. С 1979 года начала заниматься стрельбой, и в том же году вошла в сборную провинции, в 1980 году вошла в национальную сборную. На олимпийских играх 2000 и 2004 года завоевала бронзовые медали.